# Iglesia de Santa Rosa de Lima (Freirina)
La iglesia Santa Rosa de Lima de Freirina, o simplemente iglesia Parroquial de Freirina, es un templo católico y monumento histórico localizado en la comuna homónima, Región de Atacama, Chile. Su data de construcción se remite al año 1869.
Fue erigido bajo advocación de Santa Rosa de Lima y pertenece al conjunto de monumentos nacionales de Chile desde el año 1980 en virtud del D. S. 8377 del 2 de octubre del mismo año; se encuentra en la categoría «Monumento Histórico».

## Historia

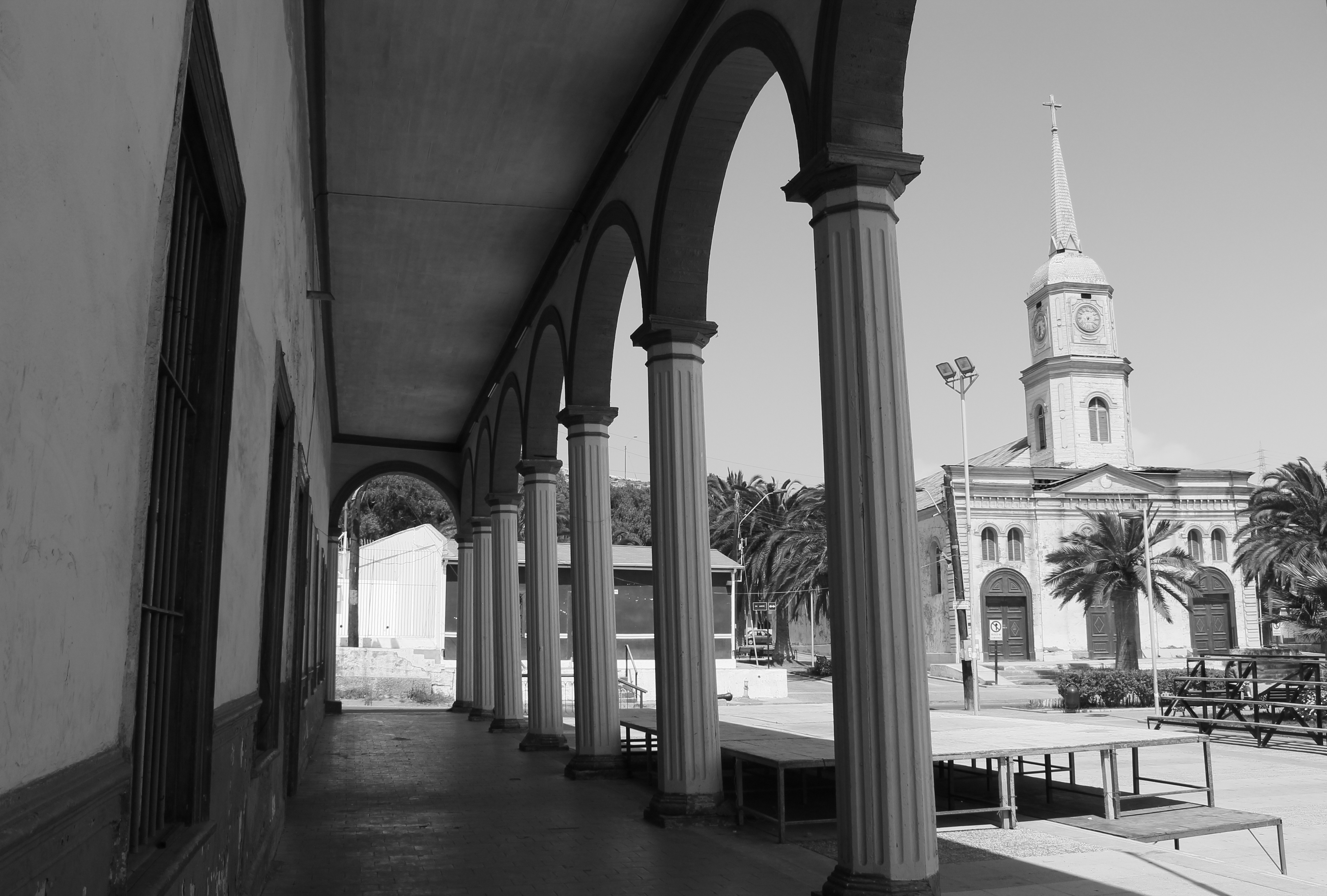
Vista de la iglesia parroquial de Freirina desde Los Portales.

La construcción se ubica en la plaza de armas del pueblo de Freirina y su inicio se remonta al 20 de mayo de 1869; tuvo como arquitecto a Santiago Meneses, mientras que el contratista encargado de la obra fue Nicanor Marambio.
Se edificó principalmente en madera y su estilo arquitectónico es eminentemente neoclásico de tres naves y con planta basilical «típico del neo clásico histórico, donde la nave central es de mayor altura, con un cielo en bóveda de cañón, con tres naves que se dividen traslúcidamente por seis pilares a cada lado y que apoyan por sendos arcos de medio punto». La construcción se realizó principalmente gracias a los aportes de los fieles y fondos estatales.
En el año 2001 se decidió cerrar la iglesia debido a su mal estado de conservación. A fines del año 2009 se lanza un proyecto de reconstrucción, de este inmueble patrimonial, en el marco del Programa «Puesta en Valor del Patrimonio» del Gobierno de Chile.
Las características que inscriben a la Iglesia dentro de un repertorio de edificios únicos en la región, permitieron que ésta fuese declarada Monumento Histórico por Decreto Supremo del 2 de octubre de 1980. 